# A döntés: kapitalizmus vagy klímavédelem
A döntés: kapitalizmus vagy klímavédelem (eredetileg angolul This Changes Everything: Capitalism vs. the Climate) Naomi Klein negyedik könyve, 2014-ben jelent meg a Simon & Schuster kiadónál New Yorkban.
Hasonló tárgyat elemez a Salvage folyóirat cikke is. A tárgyalásmód jellemzője, hogy előbb definiálta magát szélső baloldali forradalmárnak, és ezután kezdte vizsgálni az egyik aktuális kérdést, a klímaváltozást. 

## A klímavédelem jelenlegi helyzete
A döntés: kapitalizmus vagy klímavédelem című munkája a kapitalizmus éghajlatra gyakorolt hatásával foglalkozik. A szerző álláspontja szerint a szükséges klímavédelmi intézkedéseket eddig azért nem hajtották végre, mert azok ellentétben állnak a neoliberalizmussal és a mögötte álló elitek hatalmával.
A szerző felteszi a kérdést, hogy meg tudjuk-e még állítani a globális felmelegedést. Naomi Klein szerint már csak akkor, ha gazdasági rendszerünket gyökeresen megváltoztatjuk. A globális felmelegedés mára már annyira súlyos kérdéssé vált, hogy az emberiségnek azonnal kell cselekednie, ha el akarja kerülni a katasztrófát. Az üvegházhatású gázok légköri koncentrációjának megemelkedésére – fejti ki a szerző – először igazából 1988-ban figyelt fel az emberiség.
De ez volt a létező szocializmus összeomlásának időpontja, és ez volt az az időszak, amikor Francis Fukuyama kifejtette, hogy „a történelem véget ért”, és a nyugati típusú kapitalizmus győzött. Tehát elmondható, hogy az elszabadult fogyasztás és az energiafelhasználás korszaka pont akkor kezdődött el, amikor az emberiségnek már fel kellett volna figyelnie a fenntarthatóságra és arra is, hogy a nem megújuló erőforrások hasznosítása során önmérsékletet tanúsítson. De nem ez történt: ekkor kezdődött a neoliberalizmussal jellemezhető kapitalizmus új időszaka. Mindent privatizáltak, a kereskedelem előtt álló korlátokat lebontották, a tőkejövedelmet terhelő adókat csökkentették, és ezt a bérből élők jövedelmének csökkentésével és a jóléti állam szerepvállalásának leépítésével finanszírozták.
A szerző rámutat arra, hogy ez az az időszak, amikor a szén-dioxid-kibocsátás növekedési üteme felgyorsult. Míg az 1990-es években az emberiség emissziója évi 1%-kal emelkedett, 2000-től az emisszió átlagos éves növekedés üteme már 3,4%-ra gyorsult. A klímaválság a lehető legrosszabb időpontban jött, és mára már kifutottunk az időből. Az egész neoliberális kapitalista rendszer válságban van, a jövedelemkülönbségek nőnek, és az energiatársaságok a fosszilis üzemanyagok hasznosítása terén nem tanúsítanak semmiféle önmérsékletet. Még most is látható, fejti ki Naomi Klein, hogy ugyan folytatódik majd a globális felmelegedés, és a természeti katasztrófák száma is növekedni fog, de ahhoz még időben vagyunk, hogy az igazán katasztrofális felmelegedést megakadályozzuk. El kell érnünk, hogy az ipari forradalom előtti korszakhoz képest a globális átlaghőmérséklet 2 Celsius-foknál ne emelkedjen többet. De ahhoz, hogy az emberiség megvalósítsa ezt a célt, azonnal el kellene kezdenie évi 6%-kal csökkenteni az emissziót. A gazdag országoknak nagyobb terhet kellene vállalniuk: nekik azonnal évi 8%-kal kellene csökkenteniük a szén-dioxid-kibocsátást. Látni kell, hogy az emberiség az igazi áttörést nem hozó klímavédelmi tárgyalásokkal elvesztegetett húsz évet.

## A klímavédelem kilátásai
A tudósok által javasolt emisszió-csökkentés és a politika szerint jelenleg vállalható csökkentés között hatalmas a különbség. A természet törvényeit nem változtathatjuk meg, ezért a politikai feltételrendszernek kell megváltoznia. A folyamatos és mindent érintő növekedés nagyobb fogyasztáshoz és nagyobb karbon-kibocsátáshoz vezet.
A szerző álláspontja: addig, amíg megvan a legkisebb esélyünk is, mindent meg kell tennünk az éghajlatváltozás ellen. Drámai változásra van szükség mind az ideológiában, mind a politikában. A gazdaság azon részeinek kell fejlődniük, melyek kevés fosszilis üzemanyagot használnak (zöld technológiák, tömegközlekedés és az egészségügyi és időskorúaknak nyújtott szolgáltatások).
A szerző nem a kapitalizmus ellenfele, hanem a korlátlan és állami szabályozástól teljesen megszabadult kapitalizmust utasítja el. Naomi Klein szerint Barack Obama hatalomra kerülése időpontjában nagy lehetőségeket szalasztott el: a gazdasági válsággal párhuzamosan egyre erősödött a klímaválság, de az elnök nem igen törődött az utóbbival.
Naomi Klein szerint a klímaválságból kivezető utat a kormányok csak akkor lesznek hajlandóak megtalálni, ha egy hatalmas és az egész világra kiterjedő klímamozgalom rákényszeríti őket erre. Naomi Klein szerint az eddig végrehajtott kisebb klímavédelmi lépések, bár az irány természetesen jó, nem vezettek eredményre. Hiszen a kibocsátás továbbra is nő. A kis lépések a probléma nagyságához képest továbbra is kis lépések maradnak, és csakis egy társadalom egészét átfogó klímavédelmi mozgalom kényszerítheti a hatalmi elitet arra, hogy a szükséges lépéseket megtegye. Az Egyesült Államok történelmének legutolsó 150 éve bizonyítja, hogy minden nagyobb társadalmi átalakulást tömegmozgalmak (női egyenjogúsítás, polgárjogi törekvések) kényszerítettek ki.
A szerző azt javasolja, hogy a klímaaktivisták és más társadalmi igazságosságért küzdő csoportok közös érdekeik alapján kössenek stratégiai szövetséget. Felismeri, hogy milyen nehézségekkel szembesül a klímavédelmi mozgalom, de reménykedik abban, hogy a politikusokat rá lehet kényszeríteni a hatékony lépésekre, hogy el lehessen hárítani a visszafordíthatatlan katasztrófát. Ha esetleg mégis van még remény a Föld megmentésére, akkor ez csakis úgy lehetséges, ahogy azt Naomi Klein javasolja: politikai mozgalmaknak kell rákényszeríteniük a nagytőkét kiszolgáló politikusokat arra, hogy a tőke érdekeinek előmozdítása helyett mentsék meg lakóhelyünket, a Földet.
Cselekvésünk vagy a cselekvésünk elmulasztásának következményeit előre látjuk, és nagy biztonsággal törekedhetünk a jóra vagy arra, hogy elkerüljük a károkozást. Hosszú távú tervezéssel és a Föld egészére kiterjedő, kollektív cselekvéssel mi, egyszerű állampolgárok (nemcsak az elitek) képesek vagyunk arra, hogy megváltoztassuk a gazdasági és politikai rendszerünket, talán éppen olyan gyorsan, hogy megbirkózhassunk a jelenlegi szükséghelyzetekkel.
Az éghajlatváltozás olyan válság, mely katasztrófa felé sodor bennünket. Egy az egész világot átfogó Marshall-tervre van szükségünk, hogy megváltoztassuk a „vadul igazságtalan gazdasági rendszerünket.” A deregulált kapitalizmus uralkodik mindenütt. Ideológiája a neoliberalizmus (a piaci fundamentalizmus) uralkodó szerepet játszik, és ez a szemlélet a Föld kifosztásához vezet: „… gazdasági rendszerünk harcban áll bolygónkkal. Vagy pontosabban kifejezve, gazdasági rendszerünk harcban áll a Földünkön megtalálható különféle életformákkal, ebbe bele értve magát az emberi életet is. Ahhoz, hogy az éghajlati rendszer elkerülhesse az összeomlást, csökkenteni kell az erőforrások felhasználását, de jelenlegi gazdasági rendszerünk csakis korlátlan növekedés bázisán maradhat fenn. E két szabályrendszer közül csak az egyiket lehet megváltoztatni, a természet szabályait viszont nem.”
Az adatok azt mutatják, hogy a világ szén-dioxid-kibocsátása 1999 és 2013 között 61 százalékkal emelkedett. A klímatárgyalások eredménytelennek bizonyultak.
A szerzőnő riportszerű elevenséggel idézi fel azt a pillanatot, amikor rájött arra, hogy a politikusok nem igazán küzdenek az éghajlatváltozás ellen, és ezért az igazi változást az alulról jövő társadalmi mozgalmaknak kell kikényszeríteniük. Koppenhágában nem kötelező jellegű megállapodást írtak alá az államok, melynek az a célja, hogy a hőmérséklet-emelkedést 2 Celsius-fokban limitálják.
A szabadkereskedelem következtében az ipari termelés nagy része áthelyeződik a harmadik világba. A szerző szerint a minden területen érvényesülő korlátlan növekedéssel szemben szelektív növekedésre van szükség: azoknak a gazdasági tevékenységeknek kell növekedniük, melyek nem járnak szén-dioxid kibocsátással. A zöldre festett kapitalizmus önmagában nem elég. Nem elégséges bizonyos változtatásokat elérni az életmódunkban. Olyan politikai változtatásokra van szükség, melyek gazdaságunk egészét alakítják át. A szerző részletesen írhatott volna arról a nagy energiafordulatról, mely a Föld számos országában már zajlik, és szerencsés esetben elvezethet bennünket a fosszilis energiahordozókról a megújuló energiahordozókra való átálláshoz. Az energiafordulat konkrét trendjeivel ez a mű nem foglalkozik, noha érdemes lett volna bizonyos folyamatokra felfigyelni,
Első trend: 2000 és 2013 között az egész világon 854 megawatt teljesítményű zöldáram-létesítményt helyeztek üzembe. Ez 854 közepes méretű atomerőmű teljesítményének felel meg. Az ugyanebben az időszakban üzembe helyezett hagyományos erőművek (szén, kőolaj és földgáz) kapacitása mintegy kétszer ekkora volt, de a megújuló energiaforrások jelentős mértékben ledolgozták a lemaradásukat. Második trend: A hálózatra felkapcsolt, új építésű zöldáram-létesítmények teljesítménye 2013-ban magasabb volt, mint a hálózatra felkapcsolt szén-, földgáz- és atomerőműveké. Harmadik trend: 2004 és 2014 között a világon beszerelt napenergiás rendszerek teljesítménye majdnem ötvenszeresére, 3,7 gigawattról több mint 180 gigawattra emelkedett. A növekedés fele annak köszönhető, hogy 2012-ben és 2013-ban a napelemek ára hatalmasat zuhant. Sok tudós úgy véli, hogy a napelemes berendezések néhány év leforgása alatt az áramtermelés legkedvezőbb formái lehetnek. Negyedik trend: A világban beszerelt szélenergiás rendszerek teljesítménye 2004 és 2014 között 47 gigawattról 370 gigawattra, és ezzel majdnem nyolcszorosára emelkedett. 2015 első félévében a világ teljes beszerelt szélenergiás kapacitása először volt magasabb az összes kereskedelmi atomerőmű teljesítményénél. Ötödik trend: A beruházásokban is egyértelműen a zöldáram vezet a hagyományos energiatechnikákkal szemben. 2000 és 2012 között az új áramtermelő beruházások 57 százaléka a megújuló áramtermelésbe áramlott, 40 százaléka a fosszilis energiahordozókra építő áramtermelésbe, míg 3 százalék az atomenergiába. Csak 2014-ben szerte az egész világban 270 milliárd dollár fektettek be a megújuló energiákba.
El kell mozdulnunk a privatizációtól a közösségi tulajdon és a társadalmi ellenőrzés felé. Nagy állami beruházásokra van szükség az emisszió csökkentés érdekében. Át kell állnunk a megújuló energiákra az okos áramszállítási hálózatokra, a tömegközlekedésre, a városok átépítésére, hogy lecsökkentsük a gépkocsik használatát, és fel kell készülnünk a megváltozó körülményekre és a szélsőséges időjárási eseményekhez történő alkalmazkodásra.
Az ehhez szükséges finanszírozásnak a környezet szennyezőitől kell származnia, pl. magas karbon-adók formájában. A gépkocsi-gyáraknak, a fegyveriparnak és a szállításnak is hozzá kell járulniuk az átalakításhoz. Bátor és hosszú távú politikai tervezésre van szükség, mert csak így lehet leküzdeni a vállalatok éghajlatvédelemmel kapcsolatos ellenállását.

## A hatékony klímavédelem társadalmi előfeltételei
A mű 128. oldalán a szerző hivatkozik Mark Z. Jacobson és Mark A. DeLucchi cikkére, amely szerint 2030-ig meg lehetne valósítani az emisszió kibocsátástól mentes világot. Kár, hogy Naomi Klein nem ismerteti részletesebben ezt a cikket, mely azért is nagyon fontos, mert az nemcsak az áramtermelésről szól, hanem az energiaszektor másik két ágát, a szállítást, valamint a fűtést és hűtést is figyelembe veszi.
Naomi Klein kifejti, mennyire tarthatatlan, hogy az állami szektor szerepét pont akkor csökkentik, amikor a klímaváltozás miatt szükség lenne a központi, állami beavatkozásra. Mindezt egy olyan időszakban teszik – fejti ki a szerző –, amikor a természeti katasztrófák (szárazság, áradások, extrém hőmérsékletből eredő károk) száma megnőtt. Az 1970-es években szerte az egész világban 656 esetet jegyeztek fel, míg a 2000 és 2010 közötti időszakban 3654 ilyen esemény történt.
A neoliberalizmus idejében – fejtegeti a szerző a mű 143. oldalán – a leggazdagabb emberek utazási szokásai 250 százalékkal erősebben hatnak a klímára, mint a legszegényebbeké. A világ leggazdagabb 500 millió embere a globális emissziók feléért felelős.
A klímavédelmi lépésekre lenne szükség, melyeket a szerző szerint az alábbi forrásokból lehetne finanszírozni:
- adó kivetése a pénzügyi tranzakciókra (bevétel: évi 650 milliárd dollár);
- az adóparadicsomokban felhalmozott vagyonok megadóztatása (bevétel évi: 130 milliárd dollár);
- egyszázalékos, a milliárdosok jövedelmére kivetett adó (bevétel évi: 46 milliárd dollár);
- ha a tíz legnagyobb hadsereggel rendelkező ország hadi kiadásait 25 százalékkal csökkentenék, akkor ez jelentős összegeket szabadítana fel a klímavédelemre (bevétel évi: 325 milliárd dollár);
- a szén-dioxid-kibocsátás megadóztatása (50 dolláros adó minden tonna szén-dioxid-kibocsátására) évi 250 milliárd dollár bevételt eredményezne;
- a fosszilis energiahordozók támogatásának megszüntetése évi 755 milliárd dollárt tudna felszabadítani klímavédelmi célokra.

Ezen intézkedések összesen évi 2 billió dollárt biztosítanának az energia átmenet finanszírozására. A szerző véleménye: ha a kormányok politikája nem a gazdag multik profitszerzését támogatná, hanem a klímaváltozás elleni harcot, bámulatosan gyorsan megtörténhetne a váltás, az energiapolitikai fordulat. A szerző részletesen ismerteti németországi energia átmenetet, és dicsérőleg szól róla: különösen az teszik neki, hogy a megújuló energiákra alapozott áramtermelés sok helyütt helyi szövetkezetek, illetve önkormányzatok kezébe került. Németországban a villamos energia 30 százaléka megújuló forrásokból származik, többnyire szél- és napenergiából. Ezeket jórészt helyi közösségek által ellenőrzött, decentralizált vállalkozások, és energiatermelő szövetkezetek működtetik. Rendszerszerű decentralizálással, intelligens politikával elérhetünk oda, ahová akarunk: a megújulók aránya az áramtermelésben 2030-ra elérheti akár az 50-60 százalékot.
Naomi Klein kifejti: „Az igazság a következő: ha ökológiai korlátok között akarunk élni, akkor arra lenne szükség, hogy egy olyan életmódhoz térjünk vissza, mely hasonlít a hetvenes évek életmódjához, tehát egy olyan életmódhoz, ami a fogyasztás 1980-as években bekövetkezett őrült elszabadulása előtt volt jellemző.” Majd így folytatja: "… ahogy átalakítjuk a gazdaságunkat annak érdekében, hogy az egész Földre meghatározott karbon mennyiségen belül maradjunk, arra van szükség, hogy a szegények kivételével kevesebbet fogyasszunk, a kereskedelem csökkenjen, azaz lokalizáljuk a gazdasági tevékenységeket és arra is, hogy csökkenjenek a túlzottan magas, fogyasztást szolgáló privátbefektetések. Ezeket a csökkenéseket a megnövekedett kormányzati kiadások, az infrastrukturális állami és magán befektetések növekedése ellensúlyozhatná, továbbá olyan befektetések, melyek az emissziót nullára csökkentenék. Mindez feltételezi az újraelosztás növekedését.”
Sok nagy környezetvédelmi szervezet – fejtegeti Naomi Klein – szoros kapcsolatokat ápol a környezetszennyező vállalatokkal, és „piaci alapú” megoldásokat keres a környezetvédelmi problémákra, olyan megoldásokat, melyek nem törekszenek a fosszilis energiahordozókkal való teljes szakításra. Ennek az udvarias stratégiának a kudarca egyértelmű. Az emisszió-kereskedelem is ilyen piacbarát megoldás.
Naomi Klein hosszú és riportszerűen kifejtett történetben mondja el, hogy a „zöld” milliárdos, Richard Branson végül is nem tartotta be azt az ünnepélyes ígéretét, hogy vállalkozásai nyereségéből 3 milliárd dollárt szentel a globális felmelegedés elleni erőfeszítéseknek. Ebből arra a következtetésre jut, hogy a zöld milliárdosok nem fogják megmenteni a Földet a klímaváltozástól. (A szerző nem ír arról, hogy sok olyan milliárdos van, aki óriási összegeket fektet be az energiafordulatba.)
Naomi Klein külön fejezetet szentel a klímaváltozás elleni, ún. geo-mérnöki megoldások abszurditásának, melyek nem tudják megoldani a klímaváltozás problémáját, ugyanakkor pedig senki sem tudja megjósolni, mi lehet majd ezeknek a beavatkozásoknak a mellékhatása.

## Alulról jövő társadalmi kezdeményezések szerepe
Az alulról jövő klímavédelmi kezdeményezéseknek a hátterében az áll, hogy fosszilis energiahordozók kitermelése nem csökken, sőt újabb, környezetre rendkívül káros formái is megjelentek (hidraulikus törés, kátrányhomok kőolajjá történő átalakítása). A szerző riportszerű beszámolóiban számos alulról jövő és spontán módon szerveződő mozgalmat ír le. Csak ezek az egész világban szerveződő mozgalmak lehetnek képesek arra, hogy a politikát rákényszerítsék az elszabadult kapitalizmus megfékezésére, és ezzel az éghajlat megmentésére. Sok országban, a korai globalizáció-ellenes mozgalmakra emlékeztetve, társadalmi ellenállás robbant ki az olyan erőforrás-felélő projektekkel szemben, mint a palagáz-kitermelés, az olaj-vezetékek vagy a szénterminálok.
A baloldali politika egyes elméleti megközelítései elvetik a gazdasági növekedés minden formáját, de Naomi Klein olyan, irányított gazdasági tevékenységek fontosságáról beszél, amelyeknek minimális a hatása a környezetre. Ezek például a szociális-gondozás, az oktatás, és a művészet, melyek munkahelyeket, jólétet és egyenlőbb társadalmi viszonyokat teremtenek, és nem járnak emisszió növekedéssel.
Naomi Klein szerint egészséges átmenetet kell kialakítani, mely magában foglalja a közszférába, a közösségi közlekedésbe, a lakásépítésbe, az infrastruktúrába és a szolgáltatásokba történő jelentős beruházásokat. Így felkészülhetünk a már küszöbön álló szélsőséges időjárásra, egyben csökkenthetjük a kibocsátásunk szintjét.  Az energiafordulatot támogató erőknek – folytatja Naomi Klein – hozzá kell látniuk e terv végrehajtásához. Csak ez ad lehetőséget arra, hogy az átmenet méltányos legyen. Ellenkező esetben hagyjuk, hogy a gazdaság összeomoljon és felégjen, ami miatt rengeteg ember kerülne végzetes helyzetbe.
Ha az emberek harcolnak a palagáz kitermelés, vagy a nagy olajvezeték projektek ellen, általában nem a klímaváltozásra gondolnak, hanem a saját lakóhelyükre. Gyakran a vizeik védelme, vagy a gyermekeik egészsége a motiváció. De a klímaváltozás minden bizonnyal egy figyelmeztető jel arra, hogy a szenet hagyjuk a földben, és hogy az égés végtermékét ne bocsássuk ki az atmoszférába.
Annak érdekében, hogy a tudomány által kitűzött célokat el tudjuk érni, a világ néhány leginkább nyereséges konszernjét rá kell kényszerítenünk billió dollár nagyságrendben kifejezhető árbevételéről való lemondásra, és az eddig felfedezett, föld méhében lévő fosszilis energiahordozó-készletek nagy részének a földben kellene maradniuk. A fosszilis energiakorszak vége nem kínál fel az olaj-, a gáz- és a szénipar számára semmiféle lehetőséget kiesett nyereségük pótlására. A nap- és szélenergiával lehet ugyan pénzt keresni, de ezeket az energiaforrásokat decentralizált módon hasznosítják, így sosem fognak olyan nagy összegű szuperprofitokat eredményezni, amihez a fosszilis energiahordozókat hasznosító cégóriások hozzá voltak szokva. Más szavakkal: ha klíma-igazságosság érvényesül, akkor a mi gazdasági elitjeinknek igazi gazdasági költségekkel kell szembesülniük, nemcsak amiatt, mert a fosszilis energiahordozók a földben maradnak, hanem átmenethez nélkülözhetetlen előírások, törvények, adók és szociális programok miatt is.
A szerző hangsúlyozza: most már csak egy társadalmi tömegmozgalom tud minket megmenteni. Tudjuk ugyanis, hogy a jelenlegi rendszer hova tart, ha akadálytalanul tovább folytatja. Azt is tudjuk, fűzi hozzá Naomi Klein, hogy egy ilyen rendszer hogyan fogja kezelni a klímakatasztrófák sorozatát: a nyereség növelésével és az eszkalálódó barbársággal, arra törekedve, hogy elválassza egymástól a nyerteseket a vesztesektől. Ha ebbe a negatív utópiába szeretnék eljutni, akkor csak tovább kell haladnunk azon az úton, melyen már most is ott vagyunk. Az egyetlen még változó körülmény az, hogy vajon keletkezik-e egy ellenerő, mely a jelenlegi úton való haladást leblokkolja, és ezzel párhuzamosan olyan alternatív utakat tesz szabaddá, melyek kevésbé veszélyes fejleményekhez vezetnek. Ha az megtörténik, minden megváltozik.
Ahhoz, hogy legyen remény a növekvő emissziós trendek visszafordítására, ahhoz az elszigetelt akciók már nem elégségesek: klíma-forradalomra van szükségünk, mely az egész világon megváltoztatja gondolkodásunkat. Az alulról jövő mozgalmak esélyét – fejtegeti Naomi Klein – növeli az a tény, hogy az emberek már régóta nincsenek egymástól annyira elszigetelve, mint azt még tíz évvel korábban hitték. Az elszabadult piaci kapitalizmus roncsain létrejött struktúrák, a társadalmi médiákon kezdve, munkásszöveteteken és az őstermelői piacokon keresztül egészen a cserebörzékig, mindenki számára lehetővé tették, hogy a társadalom széttöredezettsége ellenére, közösségekhez csatlakozzon.
Lassan mindenki rádöbben arra, hogy változás csak akkor fog következhet be, ha egy alulról szerveződő tömegmozgalom kényszeríti rá a politikai eliteket arra, hogy fogják le a mindenen keresztülgázoló, Földünk pusztulását okozó neoliberális kapitalizmus kezét.